# Kano (Sängerin)
Kano (鹿乃) ist eine japanische Sängerin und virtuelle Youtuberin.

## Karriere
Im Jahr 2010 startete Kano ihre musikalische Karriere, als sie damit begann, erste Musikstücke auf der japanischen Videoplattform Nicovideo hochzuladen. Ihr nationaler Durchbruch begann im Jahr 2015, als sie mit dem Lied Stella-rium, welches im Vorspann der Anime-Fernsehserie Wish Upon the Pleiades zu hören ist, Platz 28 der heimischen Singlecharts erreichen und sich sechs Wochen lang in den Charts halten konnte. Bereits im November gleichen Jahres erschien die zweite Single Dear Brave. Dieses Lied wurde als Abspannlied der Animeserie Heavy Object verwendet und schaffte ebenfalls eine Chartnotierung in Japan.
Im Mai des Jahres 2016 veröffentlichte Kano mit nowhere. ihr Debütalbum, dass Platz elf der japanischen Albumcharts belegte. Auf den Herausgaben der Singles Nameless 2016 und Day by Day ein Jahr später, welche beide im Abspann der Serien Aldemarin on the Sky und Sword Oratoria zu hören sind, folgte im Dezember 2017 die Veröffentlichung des zweiten Studioalbums Alstroemeria.
Im Jahr 2018 wurde bekannt, dass Kano ihre Stimme für die japanische Version des chinesischen Vocaloid-Figur Luo Tianyi leiht. Im Dezember gleichen Jahres kam mit Rye das inzwischen dritte vollwertige Studioalbum auf den Markt. Im September 2019 erschien mit Itsuka no Yakusoku o Kimi ni Kanos erstes Mini-Album, gefolgt von der Single Hikari no Michishirube im November desselben Jahres, welches im Abspann der Anime-Umsetzung des Smartphone-Spiels Azur Lane zu hören ist.
Im März des Jahres 2020 erschien mit Yuanfen das vierte Studioalbum. Im September gleichen Jahres folgte die Herausgabe der Single Nadamesukashi Negotiation. Die Duett-Version dieses Liedes mit der Synchronsprecherin Naomi Ōzora wurde als Vorspannlied zum Anime Uzaki-chan wa Asobitai! verwendet. Im Januar 2017 erschien Kanos siebte Single Compass Song, welche im Abspann der Anime-Umsetzung des Multimedia-Franchises Danball Senki zu hören ist.

## YouTube-Kanal
Im Jahr 2020 gab Kano bekannt, ihr Debüt als Virtual YouTuber zu geben. Ihr 3D-Abbild basiert dabei auf dem Avatar Bambi, welchen sie bereits zuvor in verschiedenen Medien wie offizielles Artwork genutzt hat. Ihr YouTube-Kanal indes besteht bereits seit dem 2. Juni 2014, hat 314.000 Abonnenten und knapp 45 Millionen Aufrufe (Stand: 29. Mai 2021). Auf diesem Kanal sind hauptsächlich Musikvideos zu sehen, aber auch ihr eigenes Webradio-Format Bambino Web Radio wird auf ihrem Kanal hochgeladen.

## Diskografie

### Alben
| Jahr | Titel                                         | Höchstplatzierung, Gesamtwochen, AuszeichnungChartsChartplatzierungen (Jahr, Titel, Platzierungen, Wochen, Auszeichnungen, Anmerkungen) | Anmerkungen                              |
| Jahr | Titel                                         | JP | Anmerkungen                              |
| ---- | --------------------------------------------- | --- | ---------------------------------------- |
| 2016 | nowhere. Imperial Records                     | JP11 (4 Wo.)JP | Erstveröffentlichung: 11. Mai 2016       |
| 2017 | Alstroemeria Imperial Records                 | JP50 (3 Wo.)JP | Erstveröffentlichung: 20. Dezember 2017  |
| 2018 | Rye Imperial Records                          | JP39 (2 Wo.)JP | Erstveröffentlichung: 19. Dezember 2018  |
| 2019 | Itsuka no Yakusoku o Kimi ni Imperial Records | JP57 (2 Wo.)JP | Erstveröffentlichung: 25. September 2019 |
| 2020 | Yuanfen Imperial Records                      | JP20 (2 Wo.)JP | Erstveröffentlichung: 4. März 2020       |

### Singles
| Jahr | Titel Album                    | Höchstplatzierung, Gesamtwochen, AuszeichnungChartsChartplatzierungen (Jahr, Titel, Album, Platzierungen, Wochen, Auszeichnungen, Anmerkungen) | Anmerkungen                                                              |
| Jahr | Titel Album                    | JP | Anmerkungen                                                              |
| ---- | ------------------------------ | --- | ------------------------------------------------------------------------ |
| 2015 | Stella-rium nowhere.           | JP28 (6 Wo.)JP | Erstveröffentlichung: 20. Mai 2015 Vorspann Wish Upon the Pleiades       |
| 2015 | Dear Brave nowhere.            | JP38 (2 Wo.)JP | Erstveröffentlichung: 18. November 2015 Abspann Heavy Object             |
| 2016 | Nameless Alstroemeria          | JP38 (2 Wo.)JP | Erstveröffentlichung: 7. September 2016 Abspann Aldemarin on the Sky     |
| 2017 | Day by Day Alstroemeria        | JP41 (3 Wo.)JP | Erstveröffentlichung: 24. Mai 2017 Abspann Danmachi: Sword Oratoria      |
| 2019 | Hikari no Michishirube Yuanfen | JP32 (3 Wo.)JP | Erstveröffentlichung: 27. November 2019 Abspann Azur Lane                |
| 2020 | Nadamesukashi Negotiation –    | JP24 (4 Wo.)JP | Erstveröffentlichung: 2. September 2020 Vorspann Uzaki-chan wa Asobitai! |
| 2021 | Compass Song –                 | JP34 (2 Wo.)JP | Erstveröffentlichung: 27. Januar 2021 Abspann Danball Senki              |